# إلياس ريكايدو
إلياس ريكايدو (مواليد 15 مايو 1970) هو ملاكم فلبيني، مثّل بلاده في الألعاب الأولمبية الصيفية 1996.

## روابط خارجية
إلياس ريكايدو على موقع اللجنة الأولمبية الدولية (الإنجليزية)
- إلياس ريكايدو على موقع أوليمبيديا (الإنجليزية)